# 九龙液
九龙液是六盘水出产的一种白酒，源于1969年10月成立的六枝特区酒厂。酒厂最初成立时以手工方式生产，几年后推出了浓香型白酒九龙液，上市后于当地广受欢迎，并多次获奖，唯1990年代酒厂因市场和体制等问题陷入困境，1996年重组、改制、及易名后因改革不彻底，仍难逃停产厄运。因酒厂乃当时六盘水市唯一一家拥有白酒生产许可证之企业，加之消费者期望恢复供应九龙液，市府当局遂于2005年扶持酒厂恢复生产。九龙液乃以高粱占五分之三、糯米、大米、玉米和小麦各占一成的原料酿成，被消费者俗称为“贵州五粮液” 或“六枝五粮液”。现产品除原浓香型白酒外，又开发出了酱香型白酒。